# Онищенко, Борис Григорьевич
Бори́с Григо́рьевич Они́щенко (р. 19 сентября 1937, село Березняки, Хорольский район, Полтавская область) — советский пятиборец.
Заслуженный мастер спорта (1971, лишён в 1976). Выступал за Киев — спортивное общество «Динамо».

## Спортивные результаты

### Олимпийские игры
- 1968 — серебряный призёр в командном зачёте (совместно с Павлом Леднёвым и Стасисом Шапарнисом), 5-е место в личном зачёте.
- 1972 — олимпийский чемпион в командном зачёте (совместно с Павлом Леднёвым и Владимиром Шмелёвым), серебряный призёр в личном зачёте — захватив лидерство после четырёх видов, неудачно выступил в легкоатлетическом кроссе и проиграл венгру Андрашу Бальцо[1].
- 1976 — дисквалифицирован.

### Чемпионаты мира
Чемпион мира:
- 1971 — личный зачёт,
- 1969, 1971, 1973—1974 — командный зачёт;

серебряный призёр:
- 1969 — личный зачёт,
- 1970 — командный зачёт;

бронзовый призёр:
- 1970, 1973—1974 — личный зачёт.
- 1967 — командный зачёт.

### Чемпионаты СССР
Чемпион СССР 1969—1970, 1976 в личном зачёте.

## Дисквалификация
На Играх 1976 года во время второго вида, фехтования, Онищенко побеждал всех соперников. В ходе боя с лидером сборной Великобритании Джереми Фоксом тот неожиданно отклонился назад, и шпага Онищенко его не задела, остановившись в 10-15 см от груди Фокса; однако за спиной его соперника всё равно загорелась лампочка, сигнализирующая о нанесённом уколе. Британцы потребовали анализа момента, было изучено табло, затем оружие Онищенко (первоначально речь о мошенничестве не шла — предполагался технический сбой, самопроизвольное короткое замыкание цепи электрической фиксации укола). 
После замены шпаги Онищенко — лучший фехтовальщик в сборной СССР по современному пятиборью того периода — победил англичанина уже «честной» шпагой (и далее продолжил побеждать, выиграв восемь из оставшихся девяти боёв).
Однако тут же, через несколько минут по окончании боя, экспертиза шпаги Онищенко выявила следующее: в её рукоятку была вмонтирована кнопка, замаскированная замшей; нажатием этой кнопки можно было в любой момент замкнуть электрическую цепь, которая включала судейскую лампочку, и фиксировалось нанесение укола.
Онищенко тут же был дисквалифицирован, и сборная СССР — фаворит соревнований в командном зачёте — лишилась возможности бороться за медали. 
Реакция со стороны советской делегации последовала незамедлительно: председатель Госкомспорта СССР Сергей Павлов, осудив Онищенко, объявил о его пожизненной дисквалификации. 
Впоследствии его лишили всех званий, наград и членства в КПСС.
Существуют разные версии о том, когда было заподозрено мошенничество. По одной — непосредственно во время олимпийского турнира, когда во время боя Онищенко c англичанином Адрианом Паркером был зафиксирован сомнительный укол, на что обратил внимание Джереми Фокс. 
Согласно другой версии Фокс заметил непонятное ещё во время предолимпийского турнира в Лондоне, изучая видеозаписи фехтовальных поединков,  а специалисты подтвердили — один из уколов, нанесённых Онищенко, был фальшивым; однако британцы не стали поднимать шум до начала олимпийских соревнований.
В англоязычной литературе Онищенко получил прозвище «Dishonishenko» (игра слов, от англ. dishonor — бесчестье).

## После дисквалификации
В 1977 году на территории Республиканского стадиона в Киеве открылась учебно-спортивная база «Атлет», директором которой был назначен Б. Онищенко; в этой должности он проработал более 30 лет.

## Награды
- Орден Трудового Красного Знамени (1972; лишён в 1976)